# Lenin (Schiff, 1959)

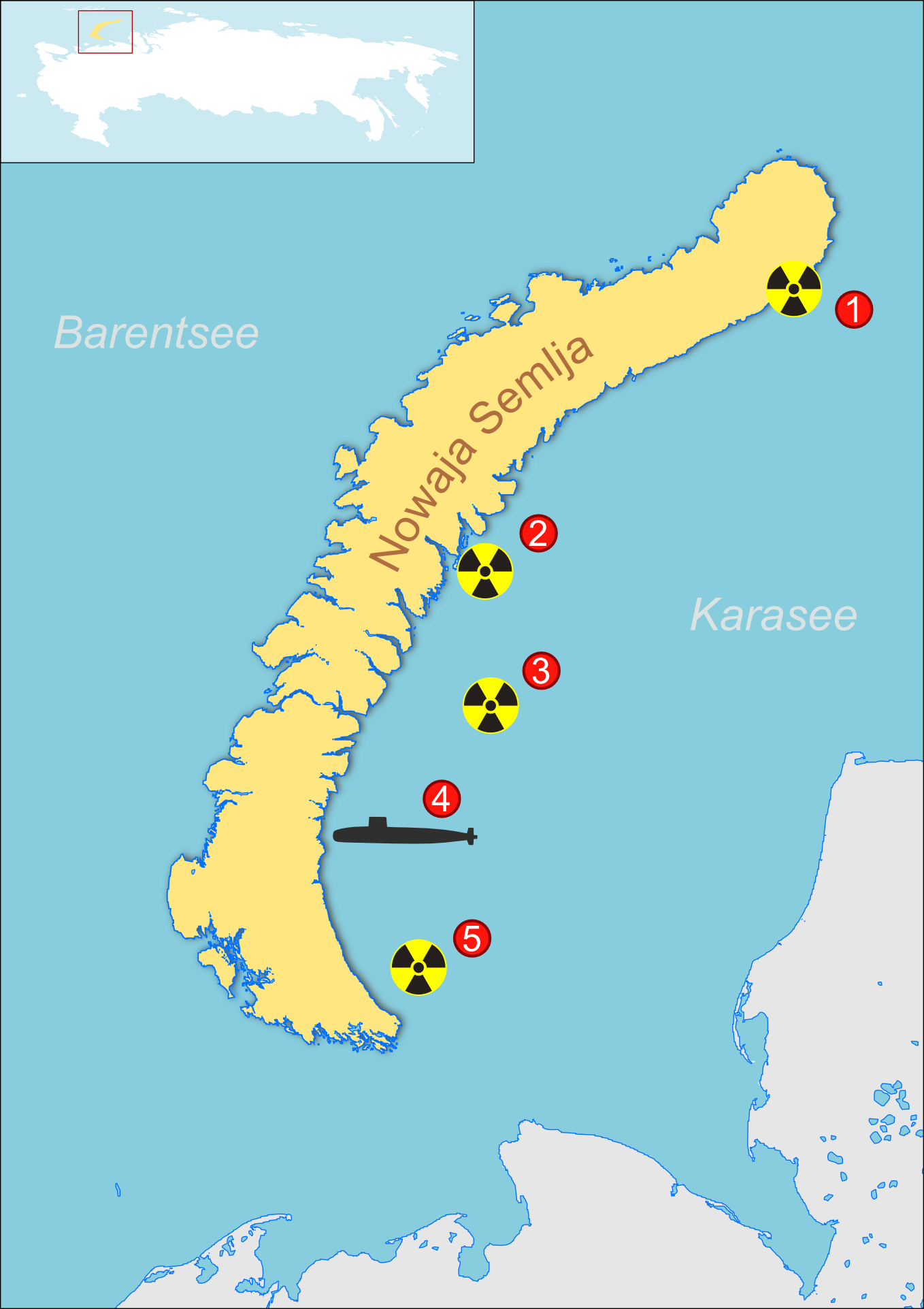
Verklappung von radioaktivem Müll bei Nowaja Semlja, Position 2: Kernbrennstoffe des Eisbrechers Lenin

Der nukleargetriebene Eisbrecher Lenin (russisch Ленин) ist der erste Atomeisbrecher und zugleich das erste zivile mit Kernkraft getriebene Schiff der Welt. Benannt ist es nach Lenin, einem der Gründer der UdSSR. In der DDR wurde das Schiff „Atomeisbrecher Lenin“ genannt.

## Geschichte
Am 20. November 1953 verabschiedete der Ministerrat der UdSSR die Resolution 2840-1203, die die Entwicklung des weltweit ersten Kernkraft getriebenen Eisbrechers vorsah. Die wissenschaftliche Leitung hatte Anatoli Petrowitsch Alexandrow inne, die Kernreaktoren wurden von Igor Ivanovich Afrikantov und Wassij Iwanowitsch Neganov bei OKBM entwickelt und gebaut.
Die Kiellegung der Lenin erfolgte am 17. Juli 1956 und der Stapellauf am 5. Dezember 1957. Am 15. Dezember 1959 trat die Lenin von Leningrad über die Ostsee ihre Jungfernfahrt an.
Die Lenin war mit drei Kernreaktoren vom Typ OK-150 (jeweils mit einer Leistung von 90 MW) ausgerüstet, die über vier Dampfturbinen, Generatoren und Elektromotoren die drei Propeller antrieben. In der Regel waren zwei Reaktoren im Betrieb und der dritte stand in Reserve.
1960 eskortierte die Lenin den ersten Konvoi von Frachtschiffen auf der Nordost-Passage, um die Häfen von Dikson und Dudinka zu erreichen.
Im Jahr 1964, während der fünften arktischen Schifffahrtssaison, hatte die Lenin 20 Auslandskorrespondenten an Bord.
Nach zwei schweren Unfällen in den Jahren 1965 und 1967 wurden, nach einer weiteren Resolution (148-62) des Ministerrats der UdSSR vom 18. Februar 1967, noch im selben Jahr die drei Reaktoren aus dem Schiff entfernt und 1970 durch zwei Reaktoren des neu entwickelten Typs OK-900 mit einer Leistung von jeweils 171 MWt ersetzt, welche insgesamt eine elektrische Antriebsleistung von 34 MW erbrachten.
In den Jahren 1977–1978 war die Lenin in einem Dauerbetrieb von 390 Tagen im Einsatz, die bislang längste Einsatzzeit eines nukleargetriebenen Eisbrechers. Der Einsatz des Schiffes diente auch dem Erfahrungsgewinn beim Betrieb des nuklearen Schiffes und der Schulung von Personal für die neuen Schiffe der nuklearen Eisbrecherflotte.
Anlässlich des 25. Jahrestags des Stapellaufs der  Lenin schuf Nikolai Seliwanow im Auftrag der Murmansker Dampfschifffahrtsgesellschaft 16 Porträt-Skulpturen der Erbauer der Lenin.
Die Lenin wurde 1989 mit etwa 654.400 gefahrenen Seemeilen (davon etwa 560.000 im Eis) außer Dienst gestellt, weil ihre Außenhülle durch Eisabrieb zu dünn geworden war, und liegt seitdem im Hafen der Atomflot für Atomeisbrecher in Murmansk. Sie wurde zu einem Museumsschiff umgebaut, dessen erster Teil im Mai 2009 in Murmansk eröffnet wurde.
Kapitäne der Lenin:
- Pavel Akimovich Ponomarev (1957–1961) (* 1896, † 1970)[8]
- Boris Makarovich Sokolov (1961–2001) (* 1927, † 2001)[9]
- Alexander Nikolaevich Barinov (seit 2001)[10]

### Nuklearunfälle
Im Februar 1965 gab es einen Kühlmittelverluststörfall. Nach Abschaltung des Reaktors 2 zur Reparatur und zum Brennelementwechsel kam es durch vorzeitiges Ablassen des Kühlmittels zur Überhitzung und Zerstörung von Brennelementen und zu einem erheblichen mechanischen Schaden des Reaktordruckbehälters. Von den 219 Brennelementen konnten nur noch 95 Elemente aus dem Reaktor entnommen und dem Nuklearserviceschiff Lepse übergeben werden.
Nach Untersuchung der Schadensursache wurde festgestellt, dass der Reaktor-Operateur fehlerhaft das Kühlwasser aus dem Reaktordruckbehälter abgelassen hatte, bevor die Brennelemente entladen worden waren.
Die restlichen 124 Elemente verblieben zusammen mit den zerstörten Neutronenabsorbern und Steuerstäben im Reaktorbehälter. Dieser wurde als Einheit ausgebaut, in einen speziellen Behälter gelegt, verfestigt und zunächst für zwei Jahre gelagert. Anschließend wurde das Gefäß 1967 in der Ziwolka-Bucht vor Nowaja Semlja im Meer versenkt.
Der zweite Unfall an Bord der Lenin ereignete sich 1967, als im Rohrsystem des dritten Kreislaufs zur Kühlung von Reaktorkomponenten ein Leck auftrat, nachdem dieser mit neuen Brennstäben gefüllt worden war. Zur Lokalisierung des Schadens war es notwendig, den biologischen Schild des Reaktors, bestehend aus Beton, der mit Metallsplittern gemischt war, mit Vorschlaghämmern zu öffnen. Dieses führte zur weiteren Beschädigung der Reaktorinstallation. Nach erneuter Prüfung wurde festgestellt, dass es damit unmöglich gemacht wurde, die Beschädigung zu reparieren.  Bei dem Unfall kamen aufgrund der hohen Strahlungsdosen 30 Personen der Mannschaft ums Leben.
Nach dem Unfall wurde entschieden, die drei OK-150-Reaktoren mit je 90 MWt durch zwei neu entwickelte Reaktoren vom Typ OK-900 mit 171 MWt Leistung zu ersetzen. Hierfür wurden im September 1967 die drei Reaktoren durch Aufschneiden des Schiffsbodens unter Wasser als Einheit herausgetrennt. Auf der Werft Zvezdochka in Sewerodwinsk wurden die OK-900-Reaktoren in das Schiff eingesetzt. Der erste Reaktor nahm am 22. April 1970 den Betrieb auf, der zweite Reaktor einen Tag später. Mit dem Einbau der neuen Reaktoren reduzierte sich der Umfang der erforderlichen Systemtechnik, was zur Folge hatte, dass sich der Wartungsaufwand verringerte, die Anzahl der Besatzungsmitglieder um 30 % und die Kosten für die verbrauchte Energie um fast die Hälfte gesenkt wurden.
Die beiden OK-900-Reaktoren verblieben im Eisbrecher bis zu seiner Stilllegung im Jahr 1989. Ein Jahr später wurde der Kernbrennstoff aus den Reaktoren entfernt.

## Museumsschiff Lenin

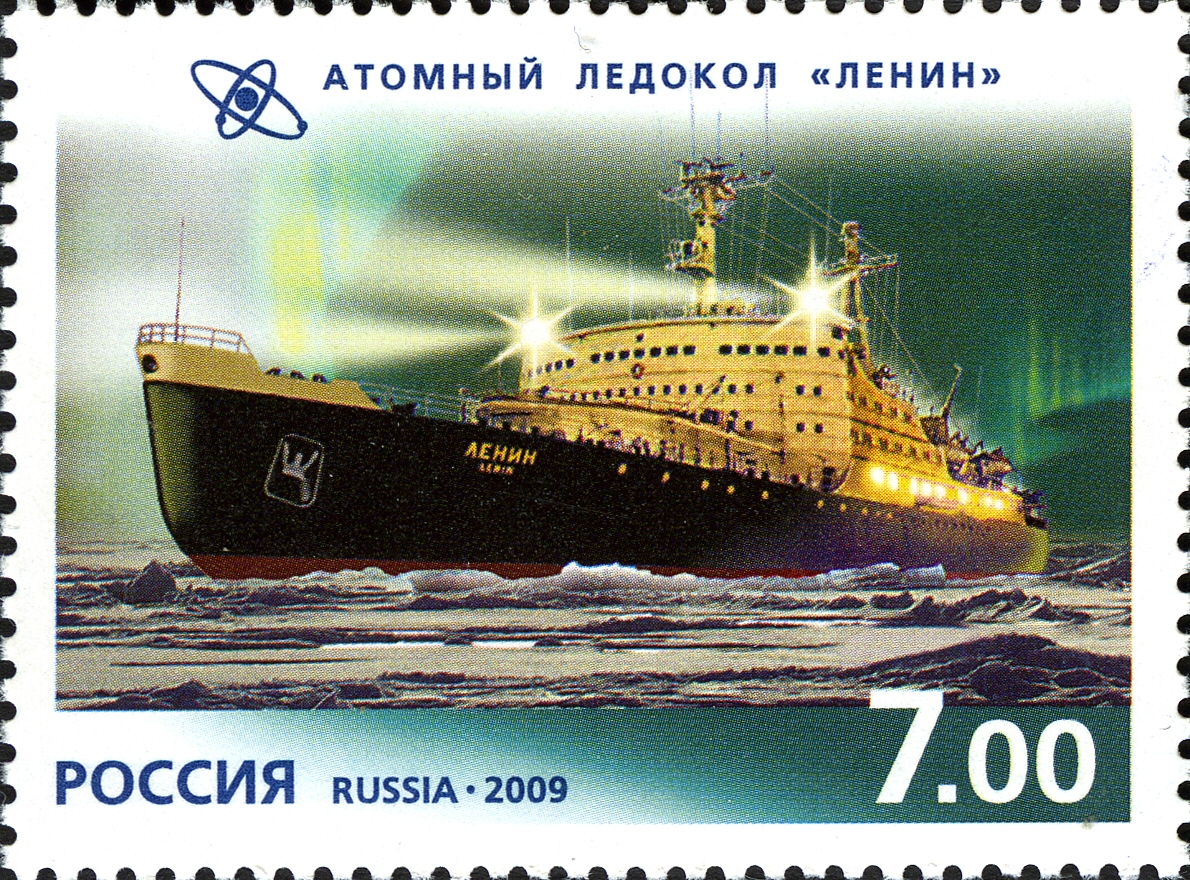
50. Jahrestag der nuklearen russischen Marine – Atomeisbrecher „Lenin“

Nach der Stilllegung des Eisbrechers im Jahr 1989 drohte dem Schiff die Verschrottung, die jedoch durch Einsprüche vieler Wissenschaftler sowie Persönlichkeiten des öffentlichen Lebens und insbesondere durch den damaligen Kapitän der Lenin Boris Makarowitsch Sokolow und den Radiomoderator und Schriftsteller Vitaly Semyonovich Maslov verhindert werden konnte. Zur Erhaltung des ersten zivilen Nuklearschiffs fand auf Initiative von Boris Makarowitsch Sokolow und unter der Führung von Anatoly Vasilyevich Aleksandrovich am 29. Februar 2000 ein erstes Gründungstreffen des „Fonds zur Unterstützung des Atomeisbrechers Lenin“ statt.
Am 5. Mai 2009 wurde der Eisbrecher in den Seehafen Murmansk gebracht, wo sein Umbau in ein Ausstellungszentrum begann. Seit 2011 ist das Arctic Exhibition Centre of Atomot in Murmansk assoziiertes Mitglied des Internationalen Museumsrates.
Das von der EU mit 1,2 Millionen Euro unterstützte Museumsprojekt „Arctic Expo Center - Atomeisbrecher Lenin“ wurde vom 16. November 2013 bis 6. Mai 2015 in einer internationalen Partnerschaft mit der Universität Lappland (Finnland, Rovaniemi), dem Museum Polaria (Norwegen, Tromsø) und dem Arctic Expo Centre of Atomot durchgeführt. Neben der Darstellung der Geschichte der russischen nuklearen Eisbrecherflotte ist auch die Förderung der wissenschaftlichen Forschung über die soziale und wirtschaftliche Entwicklung der Arktis, die Ökologie und biologische Vielfalt der Arktis und die Erforschung und Entwicklung der Nordseeroute eine Aufgabe des Museums.
Die Lenin als Museumsschiff beherbergte bis zum 10. Januar 2014 im Rahmen der fünften Moskauer Biennale eine Ausstellung russischer und österreichischer Künstler, die von der österreichischen Botschaft in Moskau und dem Lentos Kunstmuseum Linz eingeladen wurden.
Im Jahr 2024 wurde auf einem Trockendock bei Atomflot (Rosatom) eine weitere Reparatur des Decks und des Außenanstrichs vorgenommen, die im Oktober 2024 abgeschlossen wurde.